# Икиои Сёта
Икиои Сёта (настоящее имя Сёта Тогути; род. 11 октября 1986 года) — бывший борец сумо из Катано, Япония. Дебютировал в профессиональном сумо в марте 2005 года. Он стал обладателем кубка дзюрё в ноябре 2011 года в своем первом турнире в этом дивизионе, и спустя всего два турнира дебютировал в макуути. Наилучшим достижением в карьере Икиои является звание сэкивакэ.

## Ранние годы
Ещё в дошкольные годы Тогути был зачислен в местный клуб сумо. После того, как у него не получилось поступить в старшую школу Хотоку Гакуэн, которая имела сильную школу сумо, Тогути решил сделать перерыв в сумо и в течение трех лет работал в суши-ресторане своих родителей. Но все это время он продолжал поддерживать форму.
Икиой женат на профессиональной гольфистке.

## Карьера
Следуя желанию своей матери, в восемнадцатилетнем возрасте он вступил в школу Исэноуми и впервые вышел на дохё в марте 2005 года. Он получил своё имя Икиои с самых первых турниров. Его сикона имела всего один китайский иероглиф, что было необычным. На протяжении следующих пяти лет Икиои совершал своё медленное восхождение в сумо, показывая в основном выигрышные результаты, пока, наконец, он не получил продвижение в дивизион дзюрё, борцы которого получают зарплату. Это был первый случай с 1997 года, когда борец с одним иероглифом достиг «оплачиваемого» ранга. В противоположность своему медленному продвижению в предыдущих дивизионах Икиои добился беспрецедентного успеха в дзюрё. В своем дебютном выступлении в дзюрё он потерпел всего одно поражение за тринадцать дней выступлений, и даже несмотря на поражения в два последних дня турнира, он выиграл турнир. Показав результат 10-5 на следующем январском турнире 2012 года, Икиои получил продвижение в макуути.
Икиой был первым за последние 22 года борцом с одним иероглифом, достигшим макуути со времен ёкодзуны Акэбоно. На первом мартовском турнире Икиои показал результат только 5-10 и снова выбыл в дзюрё. Вернувшись в макуути спустя два турнира, Икиои показал результат 7-8 и снова был отправлен в дзюрё. На следующем турнире в дзюрё показал результат 10-5, однако проиграл в плей-офф Дзёкорю. На следующем турнире в макуути он выступал в звании маэгасира 10. В этом турнире Икиои удалось добиться своего первого катикоси из трёх попыток. Это позволило ему выступать в звании маэгасира 5 на январском турнире 2013 года. На этом басё он победил своего первого оппонента из санъяку — Тотиодзана и показал ещё один катикоси.
На турнире в мае 2014 года он показал результат 11-4, будучи маэгасира 5, и получил свой второй приз за боевой дух Канто-сё. В ноябре 2014 года состоялся его дебют в санъяку в звании комусуби, однако он одержал всего 6 побед и в последующем, когда ему приходилось встречаться с борцами высших рангов, Икиои не показывал хороших результатов. Так, будучи маэгасирой 2 в январе он показал результат 1-14, а в июле, когда он был маэгасирой 3 результат был не намного лучше 2-13. В сентябре в звании маэгасира 12 после одиннадцати дней турнира он шёл на втором месте с результатом 10-1. Затем он проиграл последующие три схватки и выиграл у Амуру в последний день турнира. Это позволило ему завоевать свой третий приз за боевой дух Канто-сё. В ноябре он показал свой лучший результат 12-3 закончив турнир на втором месте. Также Икиои получил четвёртый приз за боевой дух Канто-сё.
Объявил о завершении карьеры в июне 2021 года. После отставки стал младшим ояката в Исэноуми-бэя под лицензией Касугаяма.

## Стиль борьбы
Любимый захват Икиои — мигиёцу (правая рука внутри, левая рука снаружи с захватом маваси). Любимая техника кимаритэ — ёрикири — вытеснение за круг. Икиои также регулярно применял осидаси и сукуинагэ.

## Результаты выступлений
| Год в сумо | Январь Хацу басё, Токио   | Март Хару басё, Осака                            | Май Нацу басё, Токио                              | Июль Нагоя басё, Нагоя              | Сентябрь Аки басё, Токио     | Ноябрь Кюсю басё, Фукуока   |
| --- | ------------------------- | ------------------------------------------------ | ------------------------------------------------- | ----------------------------------- | ---------------------------- | --------------------------- |
| 2005 | x                         | (Маэдзумо)                                       | Дзёнокути #22 запада 4–3                          | Дзёнидан #122 востока 7–0–PP        | Сандаммэ #98 запада 6–1      | Сандаммэ #37 востока 5–2    |
| 2006 | Сандаммэ #9 запада 3–4    | Сандаммэ #21 запада 5–2                          | Макусита #56 востока 5–2                          | Макусита #35 востока 3–4            | Макусита #46 востока 4–3     | Макусита #37 запада 4–3     |
| 2007 | Макусита #29 востока 3–4  | Макусита #40 востока 4–3                         | Макусита #36 востока 4–3                          | Макусита #28 запада 3–4             | Макусита #37 востока 3–4     | Макусита #49 востока 3–4    |
| 2008 | Макусита #57 востока 5–2  | Макусита #35 запада 3–4                          | Макусита #44 запада 3–4                           | Макусита #54 востока 4–3            | Макусита #43 востока 3–4     | Макусита #53 запада 5–2     |
| 2009 | Макусита #37 запада 4–3   | Макусита #30 запада 4–3                          | Макусита #23 запада 4–3                           | Макусита #18 востока 3–4            | Макусита #25 востока 2–5     | Макусита #41 востока 4–3    |
| 2010 | Макусита #35 востока 5–2  | Макусита #25 востока 3–4                         | Макусита #30 запада 5–2                           | Макусита #22 запада 4–3             | Макусита #14 запада 6–1      | Макусита #2 запада 3–4      |
| 2011 | Макусита #5 востока 3–4   | Сэкивакэ востока Отмена басё 0–0–0               | Макусита #8 запада 3–4                            | Макусита #8 запада 4–3              | Макусита #3 востока 5–2      | Дзюрё #14 востока 12–3      |
| 2012 | Дзюрё #3 востока 10–5     | Маэгасира #14 запада 5–10                        | Дзюрё #2 востока 8–7                              | Маэгасира #16 востока 7–8           | Дзюрё #1 востока 11–4–P      | Маэгасира #10 востока 9–6   |
| 2013 | Маэгасира #5 запада 8–7   | Маэгасира #3 запада 4–11                         | Маэгасира #9 запада 9–6                           | Маэгасира #5 востока 9–6            | Маэгасира #1 запада 5–10     | Маэгасира #6 запада 11–4 Д  |
| 2014 | Маэгасира #2 запада 6–9   | Маэгасира #4 запада 7–8                          | Маэгасира #5 запада 11–4 Д                        | Маэгасира #1 востока 5–10           | Маэгасира #5 запада 10–5     | Комусуби #1 запада 6–9      |
| 2015 | Маэгасира #2 запада 1–14  | Маэгасира #13 востока 8–7                        | Маэгасира #10 востока 10–5                        | Маэгасира #3 востока 2–13           | Маэгасира #12 востока 11–4 Д | Маэгасира #4 востока 12–3 Д |
| 2016 | Комусуби #1 востока 5–10  | Маэгасира #4 востока 10–5                        | Сэкивакэ #1 запада 4–11                           | Маэгасира #4 запада 5–10 ★          | Маэгасира #7 запада 7–8      | Маэгасира #8 запада 10–5    |
| 2017 | Маэгасира #3 запада 8–7 ★ | Маэгасира #1 запада 5–10 ★                       | Маэгасира #6 запада 9–6                           | Маэгасира #3 востока 4–11 ★         | Маэгасира #7 запада 6–9      | Маэгасира #10 запада 9–6    |
| 2018 | Маэгасира #6 запада 4–11  | Маэгасира #14 востока 11–4                       | Маэгасира #5 запада 8–7                           | Маэгасира #2 востока 8–7 ★          | Маэгасира #1 востока 3–12    | Маэгасира #8 востока 6–9    |
| 2019 | Маэгасира #11 запада 9–6  | Маэгасира #9 запада 2–13                         | Дзюрё #1 запада 4–11                              | Дзюрё #8 запада 5–10                | Дзюрё #12 запада 12–3        | Дзюрё #3 востока 11–4–P     |
| 2020 | Маэгасира #15 запада 8–7  | Маэгасира #12 запада 8–7                         | Маэгасира #9 запада Отмена басё 0–0–0             | Маэгасира #9 запада 3–12            | Дзюрё #1 востока 3–12        | Дзюрё #8 запада 5–10        |
| 2021 | Дзюрё #13 востока 6–9     | Макусита #1 востока Пропустил из-за травмы 0–0–7 | Макусита #41 востока Пропустил из-за травмы 0–0–7 | Сандаммэ #21 востока Отставка 0–0–0 | x                            | x                           |
| Результат приведен как победил-проиграл-снялся Победа Малый кубок Отставка Не выступал в макуути Специальные призы: Д=За боевой дух (Канто-сё); В=За выдающееся выступление (Сюкун-сё); Т=За техническое совершество (Гино-сё) Ещё показаны: ★=Кимбоси; P=Участие в дополнительном финале Лиги: Макуути — Дзюрё — Макусита — Сандаммэ — Дзёнидан — Дзёнокути Ранги макуути: Ёкодзуна — Одзэки — Сэкивакэ — Комусуби — Маэгасира |                           |                                                  |                                                   |                                     |                              |                             |